# Apatofiseínos
Os Apatofiseínos (Apatophyseini) são uma tribo de besouros longicórneos criada por Lacordaire em 1869. Eles são colocados na subfamília monotípica Apatophyseinae.
Apatophyseini é uma tribo da família Cerambycidae, que inclui a classe de besouros de chifres longos. Existem pelo menos 90 gêneros e mais de 300 espécies descritas encontradas na Europa, Ásia e África. Cerca de 250 dessas espécies são nativas de Madagascar.    
Apatophyseini é a única tribo da subfamília Apatophyseinae, embora às vezes tenha sido tratada como uma tribo da subfamília Dorcasominae.

## Tribos
Esses 90 gêneros pertencem à tribo Apatophyseini: 
1. Aedoeus Waterhouse, 1880
2. Agastophysis Miroshnikov, 2014
3. Aliturus Fairmaire, 1902
4. Alleculaedoeus Villiers, Quentin & Vives, 2011
5. Analogisticus Miroshnikov, 2014
6. Andringitrina Villiers, Quentin & Vives, 2011
7. Ankirihitra Villiers, Quentin & Vives, 2011
8. Anosibella Villiers, Quentin & Vives, 2011
9. Anthribola Bates, 1879
10. Antigenes Pascoe, 1888
11. Apatobatus Vives & Heffern, 2012
12. Apatophysis Chevrolat, 1860
13. Apheledes Pascoe, 1888
14. Appedesis Waterhouse, 1880
15. Ariastes Fairmaire, 1896
16. Artelida Thomson, 1864
17. Barossus Fairmaire, 1893
18. Bejofoana Villiers, Quentin & Vives, 2011
19. Boppeus Villiers, 1982
20. Brachymyiodola Villiers, Quentin & Vives, 2011
21. Catalanotoxotus Vives, 2005
22. Cribraedoeus Villiers, Quentin & Vives, 2011
23. Criocerinus Fairmaire, 1894
24. Dalitera Villiers, Quentin & Vives, 2011
25. Dinopteroides Villiers, Quentin & Vives, 2011
26. Dorcianus Fairmaire, 1901
27. Dotoramades Villiers, 1982
28. Dysmathosoma Waterhouse, 1882
29. Eccrisis Pascoe, 1888
30. Echaristha Fairmaire, 1901
31. Enthymius Waterhouse, 1878
32. Epitophysis Gressitt & Rondon, 1970
33. Eupalelius Fairmaire, 1896
34. Formosotoxotus Hayashi, 1960
35. Gaurotinus Fairmaire, 1897
36. Harimius Fairmaire, 1889
37. Heteraedoeus Villiers, Quentin & Vives, 2011
38. Hukaruana Villiers, Quentin & Vives, 2011
39. Hypogenes Villiers, Quentin & Vives, 2011
40. Icariotis Pascoe, 1888
41. Leonaedoeus Villiers, Quentin & Vives, 2011
42. Leptopycna Adlbauer, 2020
43. Lepturasta Fairmaire, 1901
44. Lepturomyia Quentin, 2000
45. Lepturovespa Villiers, Quentin & Vives, 2011
46. Lingoria Fairmaire, 1901
47. Logisticus Waterhouse, 1878
48. Malagassycarilia Villiers, Quentin & Vives, 2011
49. Mastododera Thomson, 1857
50. Megasticus Vives, 2004
51. Mimapatophysis Miroshnikov, 2014
52. Molorchineus Villiers, Quentin & Vives, 2011
53. Musius Fairmaire, 1889
54. Omodylia Villiers, Quentin & Vives, 2011
55. Pachysticus Fairmaire, 1889
56. Parakimerus Villiers, Quentin & Vives, 2011
57. Paralogisticus Vives, 2006
58. Paratophysis Gressitt & Rondon, 1970
59. Pareccrisis Villiers, Quentin & Vives, 2011
60. Parecharista Villiers, Quentin & Vives, 2011
61. Paulianacmaeops Villiers, Quentin & Vives, 2011
62. Phitryonus Fairmaire, 1903
63. Phyllotodes Adlbauer, 2001
64. Planisticus Vives, 2004
65. Protapatophysis Semenov & Schegoleva-Barovskaya, 1936
66. Pseudogenes Fairmaire, 1894
67. Pseudomusius Villiers, Quentin & Vives, 2011
68. Raharizonina Villiers, 1982
69. Ramodatodes Villiers, 1982
70. Sagridola Thomson, 1864
71. Scariates Fairmaire, 1894
72. Scopanta Fairmaire, 1893
73. Sitiorica Villiers, Quentin & Vives, 2011
74. Soalalana Villiers, Quentin & Vives, 2011
75. Stenotsivoka Adlbauer, 2001
76. Stenoxotus Fairmaire, 1896
77. Strophophysis Miroshnikov, 2014
78. Suzelia Villiers, 1982
79. Tomobrachyta Fairmaire, 1887
80. Toxitiades Fairmaire, 1893
81. Trichartelida Villiers, Quentin & Vives, 2011
82. Trichroa Fairmaire, 1894
83. Tsivoka Villiers, 1982
84. Urasomus Adlbauer, 2012
85. Vadonitoxotus Villiers, Quentin & Vives, 2011
86. Villiersicus Vives, 2005
87. Viossatus Villiers, Quentin & Vives, 2011
88. Xanthopiodus Fairmaire, 1897
89. Zulphis Fairmaire, 1893
90. Zulphisoma Villiers, Quentin & Vives, 2011